# ВЕС Yttre Stengrund
ВЕС Yttre Stengrund — шведська офшорна вітроелектростанція, яка розташовувалась в Балтійському морі. Перша в історії офшорна ВЕС, що пройшла процедуру демонтажу.
Місце для розміщення станції обрали біля південного виходу з протоки Кальмарсунд (відділяє від Швеції острів Еланд), на схід від Карлскруни. Тут у 2001 році на відстані 3 км від берега змонтували п'ять вітрових турбін компанії Neg Micon типу NM72/2000 з одиничною потужністю 2 МВт та діаметром ротора 72 метри. Вони розташовувались на баштах висотою 60 метрів у районі з глибинами моря від 6 до 10 метрів. Фундаментні роботи провадила самопідйомна установка Wijslift 6, а монтаж самих вітроагрегатів здійснило судно JB1.
У 2002 році одну з турбін замінили після інциденту з загорянням внаслідок проблем із електричними з'єднаннями.
У середині 2010-х ВЕС ще не відпрацювала свого первісно очікуваного терміну, проте проблеми із запасними частинами для встановлених тут турбін спонукали ухвалити рішення про її закриття. Враховуючи низькі ціни на електроенергію на скандинавському ринку, власник також відмовився від планів використати фундаменти для монтажу нових вітроагрегатів. Як наслідок, станція Yttre Stengrund стала першою в історії, що пройшла процес повного демонтажу (у 2007 році в Швеції вже демонтували Nogersund-Svante I, проте це була одинарна експериментальна турбіна). Роботи розпочались в кінці 2016-го та завершились 16 січня 2017 року. При цьому основи вітроагрегатів зрізали з паль на рівні морського дна.